# Protantigius
Protantigius là một chi bướm ngày thuộc họ Lycaenidae.